# ゾー・ミン・マウン
ゾー・ミン・マウン（ビルマ語: ဇော်မြင့်မောင်, 1951年12月11日 - 2024年10月7日）は、ミャンマーの政治家、医師、元政治犯。
マンダレー管区第2代首相、マンダレー管区議会議員を務めた。

## 経歴
1951年5月15日にビルマ連邦、アマラプラにて誕生する。1979年にマンダレー医学研究所を卒業、医学生時代にはザガイン管区ユティッジー病院に勤務し、1983年から1988年までマンダレー医学大学の生化学部門のデモンストレーターを務めた。
1990年ミャンマー総選挙では、21,119票（得票率66％）の過半数を獲得して人民代表院議員に選出されたが、議席を得ることはできなかった。
1990年11月22日、臨時政府樹立に関する会合に出席したとして、ミャンマー刑法第122条に基づき逮捕され、25年の実刑判決を受けた。
1996年3月、ヤンゴン大学創立75周年記念誌と、「ニュー・ブラッド・ウェーブ」という別の雑誌を発行したとして、1950年の緊急事態条項法に基づき、さらに7年の実刑判決を受けた。ゾー・ミン・マウンは、ミッチーナーの刑務所で合計19年間服役し、2009年2月21日に釈放され、国民民主連盟副議長、現在は議長代行を務めている。
2021年ミャンマークーデターを受け、ゾー・ミン・マウンはミャンマー軍に拘束され、当局は彼を汚職、扇動、COVID制限違反で起訴した。2019年に白血病と診断されたゾー・ミン・マウンは、マンダレーのオボ刑務所に収監されている。
2024年10月7日に監獄の中で死去。72歳没。